# Filip cel bun (film)
Filip cel bun este un film artistic psihologic românesc din 1975 regizat de Dan Pița. Scenariul este realizat de Constantin Stoiciu. În rolurile principale joacă actorii Mircea Diaconu, Lazăr Vrabie și Ileana Popovici. A avut premiera la 17 februarie 1975.

## Rezumat
Filip (Mircea Diaconu) este un proaspăt absolvent de liceu care pică examenul de admitere la facultate. Cu toate acestea, familia îi pregătește un loc călduț în societate. Filip nu suportă incorectitudinea și aranjamentele obscure și prin urmare intră în conflict cu familia sa. El pleacă din București și se angajează într-o uzină unde speră ca va fi util.

## Distribuție
- Mircea Diaconu — Filip, un tânăr absolvent de liceu
- Lazăr Vrabie — Atanasiu, fost coleg de serviciu cu tatăl lui Filip, directorul unei întreprinderi comerciale
- Ileana Popovici — Angela, iubita lui Filip, vânzătoare la un magazin tip rulotă
- Ica Matache — mama lui Filip, croitoreasă
- Draga Olteanu Matei — responsabila depozitului Meteor
- Vasile Nițulescu — Alexandru, tatăl lui Filip, fost muncitor
- Gheorghe Dinică — Lupu, fost coleg de serviciu cu tatăl lui Filip
- Florina Luican — Simona, sora lui Filip
- George Calboreanu jr. — Lucian, concubinul Simonei, angajat în sectorul comerțului exterior
- Brândușa Marioțeanu — prietena peltică a Angelei
- Boris Ciornei — Marin Pătrașcu, maistru oțelar la Reșița, fost coleg de serviciu cu tatăl lui Filip
- George Mihăiță — magazionerul negricios
- Angela Stoenescu — fata necunoscută rătăcită în stația de autobuz
- Florina Cercel — vecina iubăreață a lui Filip
- Marin Moraru — dr. Stănescu, medicul veterinar
- Paul Gheorghiu
- Ovidiu Schumacher — profesorul de științele naturii
- Virgil Voinea
- Florin Zamfirescu — zidarul Istrate, fost coleg al lui Filip
- George Constantin — Gică Ionescu, maistru oțelar la Galați (nemenționat)
- Nunuța Hodoș — bătrâna (nemenționată)
- Mihai Mălaimare — fratele mecanicului de locomotivă (nemenționat)
- Constantin Fugașin — fost coleg al lui Filip, student la Politehnică (nemenționat)
- Vasile Popa — jucător de biliard (nemenționat)
- Jana Gorea — femeia cicălitoare de la restaurant (nemenționată)
- Aristide Teică — invitat la petrecerea lui Atanasiu (nemenționat)

## Producție
Filmările au avut loc în perioada 4 februarie– 22 aprilie 1974 (44 de zile). Cheltuielile de producție s-au ridicat la 2.912.000 lei.

## Primire
Dumitru M. Ion considera că „Filip cel bun este un personaj de o aleasa frumusețe, un om care-și caută un drum în viață, un om care descoperă nu doar puterea de a fi el însuși, ci mai ales puterea de a nu fi un ins de nimic.”

## Premii
- 1975 - ACIN - Premiile pentru imagine și interpretare feminină (Draga Olteanu)
- 1977 - Costinești - Premiul de interpretare masculină (Mircea Diaconu)

## Vezi și
- 1975 în film